# Canónigo

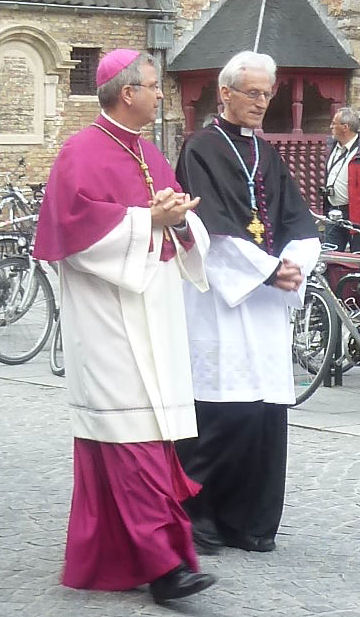
Canónigo (derecha) con obispo.

El canónigo es el eclesiástico provisto de una canonjía. Algunas iglesias no son regidas por un sacerdote individual, sino por un colegio o cabildo: son las catedrales y las colegiatas. Entre las funciones de los cabildos está la recitación del oficio público de la Iglesia. Actualmente, el nombramiento de canónigos corresponde a la Santa Sede, que suele delegar esa función en cabildos y obispos. En España la provisión de canonjías está regulada por el Concordato vigente. El hábito de los canónigos se compone generalmente de roquete o sobrepelliz y muceta, cuyo color varía según la diócesis.
En términos jurídicos, es el asesor del obispo y debe estar graduado en derecho canónico.
Canónigo es la traducción menos precisa, de la voz latina canonicus, que no siempre tuvo la misma significación en la historia eclesiástica y en el derecho. En ellos vemos que usada, como adjetivo, según el género y los casos, se aplicaba a cosas y personas, a lo que procedía de los cánones y reglas de la Iglesia o era conforme a ellas. Sustantivada, se aplicó solo a las personas, expresó una clase y categoría eclesiástica y por tanto, no a todos los que vivían o debían vivir según las reglas de la Iglesia, en cuyo caso se hallaban todos los cristianos; sino a los clérigos que para mayor perfección se reunían en vida común, subordinados a un prelado o superior bajo reglas especiales de disciplina y obediencia. En esta acepción es como la palabra canónigo es traducción de la de canonicus.

## Historia
Para los que creen que los canónigos fueron monjes en un principio, su origen es el de las órdenes monásticas. Los que opinan de otra manera toman el principio de otro género de corporaciones eclesiásticas, en lo practicado por San Agustín, que consultando la pureza de las costumbres del clero, reunió al suyo en su palacio episcopal, lo sometió a vida común bajo ciertas reglas de subordinación y disciplina, así como para las congregaciones de mujeres ordenó y prescribió las que con su nombre han llegado hasta nuestros días. Lo verosímil es que las corporaciones de canónigos, propiamente tales, se prepararon por ambos medios y así lo convence el estudio serio de la historia. Con el autorizado ejemplo de tan insigne prelado y padre de la Iglesia se multiplicaron las congregaciones de eclesiásticos bajo una vida y disciplina común. Si bien el tiempo abrió la puerta muy en breve a la relajación y a los abusos. Así, al principio del siglo VIII se ven ya en los príncipes cristianos y en los concilios y prelados los reiterados y unánimes esfuerzos para restaurar la disciplina y entonces principalmente ciertas congregaciones de eclesiásticos sometidos a disciplina menos severa que la de los verdaderos monjes, empezaron a distinguirse con la denominación de canónicas en contraposición a las de monásticas y de canonici sus individuos, en contraposición así bien a monachi o monjes en el rigor de esta palabra.
Así vemos que en 707, Rotario, rey de los longobardos, hizo coleccionar las leyes de estos, y de ellas, la 1, tít. 3, §. 8.°, declaraba canónicos regulares esse, qui secundum regidam sibi prozscriplam... vivunt; cum seculares dicantur vivere secundum canones ac regulam sancti Augustini, clericis omnibus indictam: ley y documento histórico notable pues manifiesta ya como establecida en aquella época la diferencia de canónigos regulares y seculares; y la apreciación hecha entonces también de la regla de San Agustín, que, siendo notorio que el Santo la formó solo para las monjas, se reputó aplicable a las congregaciones canónicas de varones según ha continuado hasta nosotros. Sobre este período notable de transición en la disciplina de la Iglesia respecto de corporaciones religiosas, pueden consultarse las Capitulares de Pipino y de Carlomagno: y los Concilios III de Orleans, de Vernón, de Maguncia de 813, de Aix de 816, el de Aquisgrán de 817, que formó y publicó la regla que lleva su nombre para canónigos y canonesas y otros de aquel tiempo.
Otra fue formada por san Crodegardo, obispo de Metz, bajo la cual reunió a sus clérigos en vida común, cuyo loable ejemplo fue imitado por él pronto, ya bajo aquella regla, ya bajo las denominadas de san Silvestre, san Urbanp y otras, hasta que después, renovándose la relajación de la disciplina, fue nuevamente la señal y ocasión del casi abandono de ella la distribución de los bienes de la Iglesia en porciones personales o prebendas, como lo había sido en el período anterior análogo del siglo V al VI. Así, a fines del siglo X y en todo el XI, la vida común fue casi generalmente abandonada y volvieron a presentarse para no desaparecer ya, para recibir hasta la sanción canónica, las diferencias desde entonces reconocidas y jurídicas, de canónigos regulares y canónigos seculares.
En España apenas es conocido el curso que llevaron las cosas. De los Concilios I, III y IV de Toledo, se coligo que había sido adoptada en ella la práctica de San Agustín: y si bien en los cánones de estos Concilios relativos a la reunión de los clérigos, pudiera verse más bien y ven algunos el origen de los seminarios eclesiásticos, no así en el canon 23 del Concilio IV en que expresamente se habla de los clérigos y sacerdotes reunidos en la casa del obispo: prcesbiteros alque levita, quos forte infirmitas, aunt wtaVs gravitas in conclavi episcopi manere non sinit, etc. Es de presumir que continuó esta disciplina, cuando los Concilios posteriores no claman contra el abandono o relajación de ella. Pero lo es también que la irrupción de los sarracenos debió perturbar el orden de cosas, en medio de lo cual, no dejaría de influir en España el que hemos visto se propagó en el vecino imperio de Pipino y Carlomagno. Con todo, Berganza asegura no se halla mención de canónigos en tiempo de los reyes godos y que el primer documento en que vio usada esta palabra fue en una escritura de donación en favor de la iglesia besuldense de la diócesis de Gerona, del año de 967, aunque en su juicio hablaba de canónigos regulares. Puede verse sobre este punto su empeñada polémica con el cronista Pulgar y sus esfuerzos en demostrar que algunas de las catedrales, como las de Pamplona y Palencia, tuvieron sus cabildos de monjes benedictinos (cap. 19, lib. 4, de sus antigüedades de España). Comoquiera que sea en los siglos XI y XII la Iglesia de España reconocía ya como las demás, las diferencias de canónigos seglares y seculares.

## Funciones
Puesto importante en el magisterio de la Iglesia, sobre asuntos doctrinales, y por delegación del obispo, que es quien ocupa la cátedra, silla o sede episcopal. Los canónigos pueden tener distintas funciones. 
- Deán (modernamente llamado también Presidente del Capítulo):
- Tesorero:
- Archivero:
- Prefecto de ceremonias

### Canónigo racionero
El prebendado con derecho a ración, o sea, que dispone de parte de las rentas de la catedral (véase prebenda).

### Canónigo fabriquero
- También denominado canónigo obrero o mayordomo de fábrica, es el encargado de la construcción.

### Canónigo lectoral
Es el teólogo del cabildo. Debe ser licenciado o doctor en teología. Tiene a su cargo todo lo referente a la Sagrada Escritura. Le corresponde explicar los libros sagrados; informar al Cabildo, cuando este lo requiera, sobre las cuestiones de la Biblia; formar a los seminaristas en los temas bíblicos; velar por la precisión y contenido de las moniciones, catequesis, y otros textos que se utilicen en las actividades catedralicias o de la colegiata; programar y organizar acciones relativas a la Palabra de Dios.

### Canónigo doctoral
Es el asesor jurídico del cabildo catedralicio o colegial. Debe estar graduado en derecho canónico o ser perito en cánones.

### Canónigo magistral
Es el predicador propio del cabildo. El más famoso "magistral" de la literatura es don Fermín de Pas, protagonista de La Regenta, de Leopoldo Alas, Clarín, una de las mejores novelas de tema eclesiástico. La actual catedral de Alcalá de Henares no gozaba hasta finales del siglo XX más que del título de Iglesia Magistral (por su vinculación con la Universidad), que solo tenía equivalente en Lovaina.

### Canónigo penitenciario
el que se ocupa de administrar el sacramento de la penitencia para algunos pecados cuya absolución está reservada. Puede haber un penitenciario mayor. Algunos pecados tienen la excomunión reservada al Papa (de ahí la expresión A Roma con todo, con la que se expresa que, cometida una falta muy grave, no hay que pensárselo mucho para seguir cometiendo otras, cuando tendrán la misma consecuencia).

### Canónigoad efectum
Seglar o eclesiástico a quien el papa concedía el título de canónigo sin prebenda para que poseyera una dignidad y poder tener de esta manera intervención en el cabildo.

### Canónigo apuntador
El que tiene a su cargo anotar los que faltan al coro o llegan retrasados.

## Clases de canónigos
- Dignidades: Deán, Arcediano, Maestrescuela, Chantre, Paborde, Tesorero...
- Canónigo capitulante. El que tiene voz deliberativa en las asambleas capitulares. Para ello, es indispensable haber recibido órdenes sagradas.
- Canónigo domiciliario. El que no había recibido aún las órdenes sagradas y se le llamaba también canónigo in minoribus.
- Canónigo expectante. El que a pesar de no haber entrado en el goce de la prebenda tenía sin embargo voz en el capítulo y asiento en el coro.
- Canónigo extravagante. Cargo meramente honorífico y remunerado con una pequeña suma de dinero. Participaban en el culto sin tener voz ni voto en las reuniones capitulares, pues su misión solo era asistir al coro y engrandecer con su presencia el rezo de las horas sustituyendo las frecuentes ausencias de los canónigos titulares.
- Canónigo privilegiado. El que por gracia especial disfruta de los beneficios de esta prebenda estando dispensado de asistir a los oficios y aún de residir en la localidad.
- Canónigo semanero. Nombre con que se designa al que por turno le corresponde nombrar a los aspirantes a los beneficios que el cabildo concede.[2]
- Canónigo de gracia. El que es nombrado canónigo sin realizar oposiciones.
- Canónigo honorario. El que es nombrado solo honorariamente y no está sometido a obligaciones ni recibe emolumentos. Tiene derecho al uso del hábito y a sillón en el Coro.

A los canónigos ayudan los beneficiados.
El término canonjía, como el de prebenda, ha pasado a ser sinónimo de cargo de fácil desempeño y bien remunerado.